# LG Optimus L7 II
LG Optimus L7 II (P710 con la abreviatura dada por el fabricante) es un teléfono inteligente de la empresa surcoreana LG Electronics lanzada el 19 de febrero de 2013, es parte de gama alta de la segunda generación de 'L-Series', una línea de teléfonos inteligentes que desean ofrecer un buen diseño y el último software para usuarios con poco dinero. El dispositivo fue presentado durante el MWC 2013 en Barcelona, junto con el Optimus L3 II, el L5 II y el nuevo Optimus F-series. El dispositivo solo sale en negro.

## Características
Presenta la interfaz de usuario propietaria de LG, llamada Optimus.
Su procesador es Qualcomm Snapdragon S4 Play MSM8225 1 GHz de doble núcleo, con el que se combinan 768 MB de RAM, con una memoria interna de 4 GB ampliable con tarjetas de memoria microSD y microSDHC de hasta 32 GB. Está equipada con Wi-Fi 802.11b.
El teléfono inteligente tiene una pantalla LCD IPS de 4,3 pulgadas con una resolución de 800x480 píxeles, que llega a 217 píxeles por pulgada. Debajo de la pantalla hay 3 botones, un botón de retroceso capacitivo, el botón de inicio físico y un botón de menú capacitivo. También hay una lámpara de notificación debajo del botón de inicio. El dispositivo en sí contiene una batería de 2460 mAh. También tiene una cámara de 8 megapíxeles con un flash LED en la parte posterior y una cámara frontal para poder hacer videollamadas.

## Software
LG Optimus L7 II es el sucesor directo de LG Optimus L7 comercializado por la compañía coreana LG Electronics en 2012. A diferencia de su predecesor, el LG Optimus L7 funciona de manera estándar en Android 4.0.3 Ice Cream Sandwich. Además del sistema operativo, LG ha creado su propia interfaz, similar a Timescape UI de Sony y TouchWiz de Samsung. La interfaz pone gran énfasis en el color blanco. LG Optimus L7 II también ha ajustado la pantalla de bloqueo. Al arrastrar una aplicación específica, irá inmediatamente a esa aplicación. El LG Optimus L7 II funciona con el sistema operativo Android versión 4.1.2 Jelly Bean. Es posible actualizar a la versión 4.4.2 de KitKat solo a través del software LG PC Suite para PC, ya que la actualización a través de OTA no está disponible.

## Actualizaciones oficiales del sistema operativo

#### Actualización menor
- Versión de firmware V10b

El 13 de abril de 2013, LG distribuyó una actualización menor para los modelos sin marca:
- Aplicar los últimos parches de seguridad de Google.
- Posibilidad de mover aplicaciones a la memoria MicroSD externa.
- Se agregó un control deslizante para ajustar el brillo del LED inteligente (LED de estado).
- Versión de firmware V10d

El 16 de mayo de 2013, LG distribuyó una segunda actualización menor, una vez más para los modelos sin marca:
- Mejora de la función de mover aplicaciones pagas en la tarjeta MicroSD.
- Versión de firmware V10e

El 24 de julio de 2013, LG distribuyó una tercera actualización menor, una vez más para los modelos sin marca:
- Calibración de la sensibilidad de la pantalla táctil
- Se corrigió un problema de sensibilidad del GPS durante la carga
- Se corrigieron problemas esporádicos de ignición detectados en otros países europeos
- Versión de firmware V20e

Actualizar el sistema operativo a Android 4.4.2 disponible solo a través del software LG PC suite y no a través de OTA.